# 馬捷伊基
51°5′6″N 25°52′55″E / 51.08500°N 25.88194°E
馬泰伊基（烏克蘭語：Матейки），是烏克蘭西北部的村落，隸屬沃倫州的盧茨克區。該村面積16,650平方公里，海拔高度172米，2001年人口580，人口密度每平方公里0.03人。